# Sanjarka: Nadahnuto istinitom pričom
Sanjarka (poznat i kao Sanjarka: Inspiriran istinitom pričom; eng: Dreamer: Inspired by a True Story) je američki sportski dramski film iz 2005. godine koji je u svom redateljskom debiju napisao i režirao John Gatins. Glavne uloge u filmu su ostvarili Kurt Russell, Kris Kristofferson, Elisabeth Shue i Dakota Fanning. Radnja je inspirirana istinitom pričom o ozlijeđenom trkačkom konju pod imenom Mariah's Storm. 
Film je premijerno prikazan na Međunarodnom filmskom festivalu u Torontu 10. rujna 2005. godine, a u kina došao 21. listopada iste godine od strane tvrtke DreamWorks Pictures. Film je dobio pozitivne kritike kritičara i zaradio 38 milijuna dolara uz proračun od 32 milijuna dolara. Dobio je i nagradu Critics Choice Award za najbolji obiteljski film.

## Glumačka postava
- Kurt Russel kao Ben Cane
- Dakota Fanning kao Cale Cane
- Kris Kristofferson kao Pop Crane
- Elisabeth Shue kao Lilly Crane
- David Morse kao Everett Palmer
- Freddy Rodríguez kao Manolin Vallarta
- Luis Guzmán kao Balon
- Oded Fehr kao Princ Sadir
- Ken Howard kao Bill Ford
- Holmes Osborne kao Doc Fleming
- Sacrifice kao Soñador/Sonya

## Kritike
Sanjarka je dobio mješane kritike. Na stranici Rotten Tomatoes, film ima ocjenu 64%, na temelju 117 recenzija, s prosječnom ocjenom 6,3 / 10. Kritični konsenzus web stranice glasi: "Iako formulirano, spasonosna milost ove priče o konju su njegove snažne glumačke izvedbe." Na Metacritic, koji dodjeljuje prosječnu ocjenu, film ima ocjenu 59 od 100, temeljen na 28 kritičara, što ukazuje na "mješovite ili prosječne kritike". Prema CinemaScoreu, publika je filmu dala rijetku ocjenu "A +" na ljestvici od A do F.

## Vanjske poveznice
- Službena stranica  Arhivirana inačica izvorne stranice od 26. svibnja 2007. (Wayback Machine)
- Sanjarka: Nadahnuto istinitom pričom u internetskoj bazi filmova IMDb-a
- Trailer